# Фарфоро-фаянсовая промышленность
Фарфоро-фаянсовая промышленность — отрасль лёгкой промышленности, специализирующаяся на выпуске изделий тонкой керамики: хозяйственного и художественного фарфора, фаянса, полуфарфора и майолики.

## История фарфорово-фаянсовой промышленности России
История фарфорово-фаянсовой промышленности России берёт своё начало с 1744 года, когда в Петербурге была открыта первая Порцелиновая мануфактура (ныне Императорский фарфоровый завод). Спустя более полувека в 1798 году под Киевом открывается и первая фаянсовая фабрика.
В XIX веке открываются несколько новых крупных заводов: в 1809 году запущено предприятие в селе Домкино Тверской губернии (позднее Конаковский фаянсовый завод), в 1832 — Дулёвский фарфоровый завод. К началу XX века фарфоро-фаянсовая промышленность России выросла в крупную отрасль, насчитывающую 36 заводов, которая по объёму производства и качеству продукции не уступала крупнейшим европейским производителям.

### Советский период
После Октябрьской революции все предприятия фарфорово-фаянсовой промышленности были национализированы. Модернизация отрасли в довоенные годы, а также строительство новых заводов позволило существенно увеличить объём и расширить ассортимент выпускаемой продукции. Большая часть предприятий была переведена на вновь созданную отечественную сырьевую базу. Основными поставщиками каолина стали обогатительные фабрики Просяновского и Глуховецкого месторождений Украинской ССР, полевошпатных материалов — Карелия и Мурманская область, огнеупорной глины — Донецкая область.
В годы Великой Отечественной войны часть предприятий была разрушена или эвакуирована. После войны фарфорово-фаянсовая промышленность стала возрождаться. В первую послевоенную пятилетку началось строительство новых заводов по производству бытового и художественного фарфора. С 1959 по 1975 годы было запущено 19 новых заводов, а все действующие предприятия были реконструированы и оснащены современным оборудованием. В результате модернизации производительность труда в отрасли за 1961—1975 выросла в 2,4 раза, уровень механизации — с 36 % (1965) до 68 % (1975). В 1975 году фарфорово-фаянсовая промышленность СССР включала в себя 35 фарфоровых заводов, 5 фаянсовых, 3 майоликовых, 2 опытно-экспериментальных, 1 машиностроительный и 1 завод по производству керамических красок. Общий объём продукции, выпускаемой на наиболее крупных предприятиях: Дулёвском фарфоровом, Конаковском фаянсовом, Будянском фаянсовом, Богдановичском, Дружковском и Краснодарском фарфоровых заводах составил 360,2 млн штук.

## Настоящее время
Крупнейшими производителями фарфора и фаянса в мире являются: «Розенталь» и «Хученройтер» в Германии, «Бернарде» и «Дюпе» во Франции, «Веджвуд» в Великобритании, «Норитакэ» в Японии. Фарфорово-фаянсовая промышленность России включает: Конаковский фаянсовый завод, Дулёвский фарфоровый завод, завод «Уральский фарфор» (Южноуральск), Лефортовский фарфоровый завод, завод «Саракташский фаянс», Императорский (ломоносовский) фарфоровый завод, Корниловский фарфоровый завод и другие.